# Spot (groupe)
 (septembre 2022).
 (septembre 2022).
La mise en forme du texte ne suit pas les recommandations de Wikipédia : il faut le « wikifier ».
Les points d'amélioration suivants sont les cas les plus fréquents. Le détail des points à revoir est peut-être précisé sur la page de discussion.
- Les titres sont pré-formatés par le logiciel. Ils ne sont ni en capitales, ni en gras.
- Le texte ne doit pas être écrit en capitales (les noms de famille non plus), ni en gras, ni en italique, ni en « petit »…
- Le gras n'est utilisé que pour surligner le titre de l'article dans l'introduction, une seule fois.
- L'italique est rarement utilisé : mots en langue étrangère, titres d'œuvres, noms de bateaux, etc.
- Les citations ne sont pas en italique mais en corps de texte normal. Elles sont entourées par des guillemets français : « et ».
- Les listes à puces sont à éviter, des paragraphes rédigés étant largement préférés. Les tableaux sont à réserver à la présentation de données structurées (résultats, etc.).
- Les appels de note de bas de page (petits chiffres en exposant, introduits par l'outil «  Source ») sont à placer entre la fin de phrase et le point final[comme ça].
- Les liens internes (vers d'autres articles de Wikipédia) sont à choisir avec parcimonie. Créez des liens vers des articles approfondissant le sujet. Les termes génériques sans rapport avec le sujet sont à éviter, ainsi que les répétitions de liens vers un même terme.
- Les liens externes sont à placer uniquement dans une section « Liens externes », à la fin de l'article. Ces liens sont à choisir avec parcimonie suivant les règles définies. Si un lien sert de source à l'article, son insertion dans le texte est à faire par les notes de bas de page.
- La présentation des références doit suivre les conventions bibliographiques. Il est recommandé d'utiliser les modèles {{Ouvrage}}, {{Chapitre}}, {{Article}}, {{Lien web}} et/ou {{Bibliographie}}. Le mode d'édition visuel peut mettre en forme automatiquement les références.
- Insérer une infobox (cadre d'informations à droite) n'est pas obligatoire pour parachever la mise en page.

Pour une aide détaillée, merci de consulter Aide:Wikification.
Si vous pensez que ces points ont été résolus, vous pouvez retirer ce bandeau et améliorer la mise en forme d'un autre article.
 (septembre 2022).
Pour les articles homonymes, voir Spot.
Spot était un groupe de rock progressif originaire de Genève, en Suisse.

## Biographie
Les membres du groupes sont composés de Pavlo Pendaki (vocal-claviers), John Woolloff (guitare solo-vocal), André dit "dédé" Jungo (basse) et de Philippe Dubugnon (batterie).
Le groupe a sorti leur premier et unique album de leur carrière en 1971.
Spot était considéré à l'époque comme étant un groupe novateur. Le journal le Peuple valaisan les décrivait comme étant "un groupe tout simplement stupéfiant d'aisance et de professionnalisme, un groupe comme on n'en voit que rarement " "Le meilleur de Suisse Romande".

## L'accident routier
Le 4 juillet 1971 à la sortie de Martigny direction Lausanne, un accident routier spectaculaire s'est produit avec le combi volkswagen qu'ils employaient pour leurs tournées. 
Conduit par Philippe Dubugnon, le véhicule a heurté des signalisations lumineuses. Après la perte de maîtrise du véhicule, un choc frontal s'est produit avec une Chrysler immatriculée dans le canton de Soleure, qui fit trois blessés graves; dont la conductrice de la Chrysler. 

## Anecdotes
- En 1971, les premières copies de l'album ont été distribuées de manière très limitée, ce qui en fait un album très rare.
- Cette rareté a engendré beaucoup de copies pirates sur le marché. Une pochette alternative de l'album apparaît. À l'arrière une mention : "imprimé par 78-Plaisir"[3]

- En 2016, le label indépendant allemand Ohrwaschl Records réédite le mythique album, 45 ans après sa sortie initiale[4].
- En 2018 sort A Look Into The Evasion Disques Vaults 1970-1973, une compilation de Rocafort Records de titres mémorables sortis à l'époque sous le label Evasion. Le titre Portobello des Spot est le cinquième morceaux de la face A[5].
- En avril 2022, une copie évaluée VG+ par le système de notation goldminea été vendue pour CHF 833.- sur le site discogs.com[6]

## Album studio
1971 : Spot

## Réédition
2016 : Spot